# ムアン＝サルトゥー
ムアン＝サルトゥー （Mouans-Sartoux、プロヴァンス語:Moans-Sartós）は、フランス、プロヴァンス＝アルプ＝コート・ダジュール地域圏、アルプ＝マリティーム県のコミューン。1858年3月28日に出されたナポレオン3世のデクレによって、サルトゥーとムアンが合併して現在の名称となった。

## 地理
ムアン＝サルトゥーは、グラソワーズ谷に位置し、12km離れたカンヌと8km離れたグラースの中間にある。最も近いコミューンはムージャンである。

## 歴史
ムアンとサルトゥーは2つの異なる人口密集地からなる。ムアンは平野、一方サルトゥーはカステヤラスの丘にある。
1199年、シトー会のノートルダム・デ・プレ修道院がサルトゥーに建設された。元々は、ムアンとサルトゥーは異なるコミューンであった。1350年以降、この地方の他の村々と同様、ムアンとサルトゥーは放棄されてしまった。社会不安や黒死病流行のためである。
15世紀、公証人エティエンヌ・ジュスベールがサルトゥーの共同封建領主となった。1496年、ムアン領主ピエール・ド・グラースは、自らの領地に再度殖民すべく、ジェノヴァ地方のフィゴンの家族60世帯を連れてきて、彼らに住宅証書を渡した。村が建設されたのはこのときである。
ムアン＝サルトゥーというコミューンが正式に誕生したのは1858年春である。
アルジェリア独立戦争末期には、アルキの家族を住まわせるため、コミューンに1962年から集落が建設された。この集落は時にティムガッド収容所（le camp de Timgad）と呼ばれた。ここには1980年代初めまで人が住んでいた。

## 人口統計
| 1962年 | 1968年 | 1975年 | 1982年 | 1990年 | 1999年 | 2006年 | 2012年 |
| ------ | ------ | ------ | ------ | ------ | ------ | ------ | ------ |
| 2047   | 2873   | 3599   | 5119   | 7989   | 8889   | 10203  | 10214  |

source=1999年までLdh/EHESS/Cassini、2004年以降INSEE

## 史跡
- ムアン城 - 15世紀終わりから16世紀初頭にかけて建設。1750年までグラースが所有していたが、その後ヴィルヌーヴの手に渡った。フランス革命時代、ムアン城は、多くの大邸宅と同じ運命を課された。この『グラースの優れた町』は、大半が破壊されてしまったのである。19世紀初頭にサルトゥーのデュラン家の所有となり、再び人が住んだ。現在は現代美術センターとして使用されている。

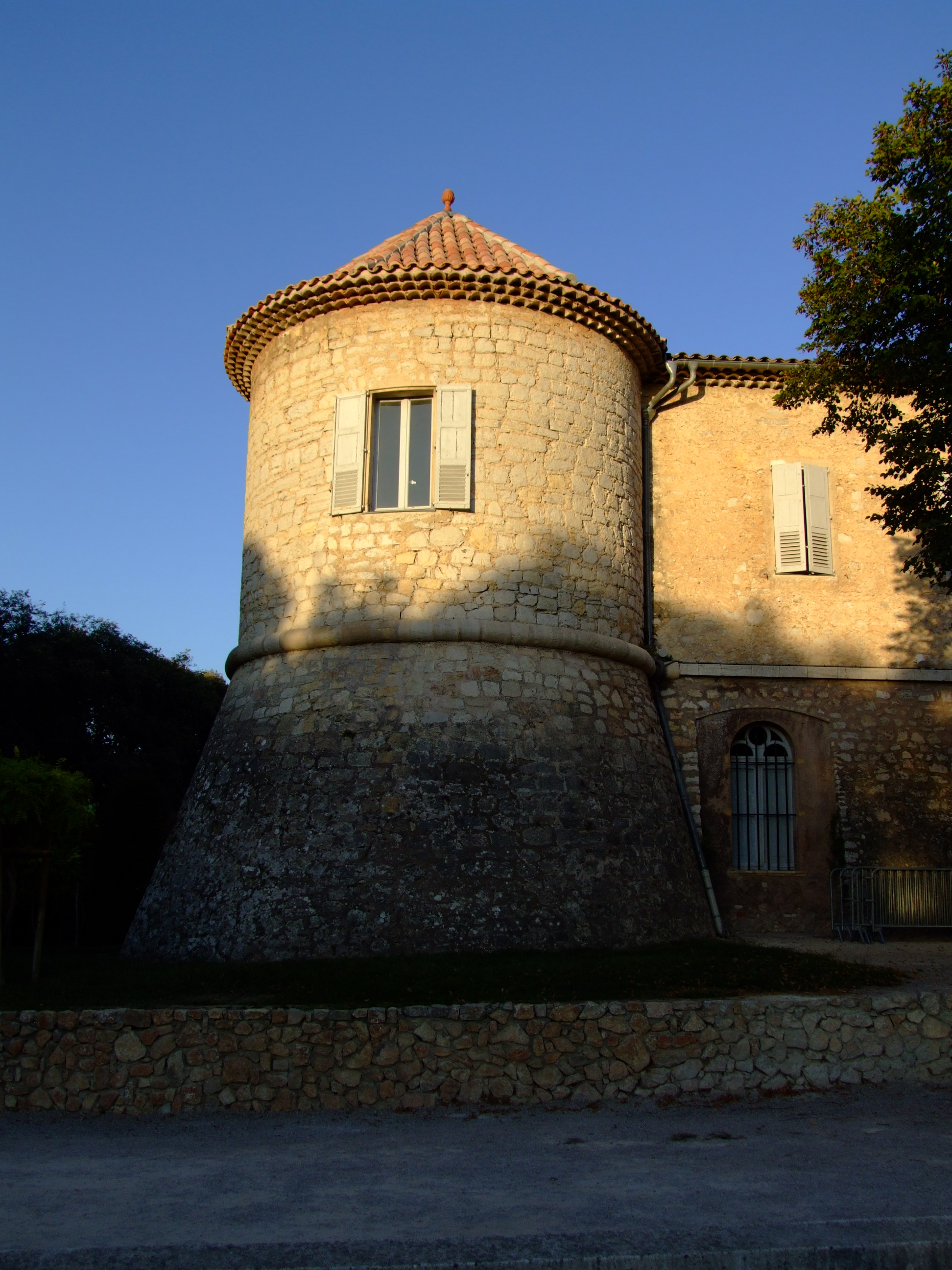
ムアン城